# Mantorville
Mantorville es una ciudad ubicada en el condado de Dodge en el estado estadounidense de Minnesota. En el Censo de 2010 tenía una población de 1197 habitantes y una densidad poblacional de 319,39 personas por km².

## Geografía
Mantorville se encuentra ubicada en las coordenadas 44°3′57″N 92°45′13″O / 44.06583, -92.75361. Según la Oficina del Censo de los Estados Unidos, Mantorville tiene una superficie total de 3.75 km², de la cual 3,68 km² corresponden a tierra firme y (1,73 %) 0,06 km² es agua.

## Demografía
Según el censo de 2010, había 1197 personas residiendo en Mantorville. La densidad de población era de 319,39 hab./km². De los 1197 habitantes, Mantorville estaba compuesto por el 97,58 % blancos, el 0,17 % eran afroamericanos, el 0,42 % eran amerindios, el 0,08 % eran asiáticos, el 0,84 % eran de otras razas y el 0,92 % eran de una mezcla de razas. Del total de la población el 2,76 % eran hispanos o latinos de cualquier raza.